# NGC 809
NGC 809 est une galaxie lenticulaire entourée d'un anneau bien visible sur l'image de SDSS. Elle est située dans la constellation de la Baleine. NGC 809 a été découverte par l'astronome américain Lewis Swift en 1886.

## Caractéristiques
Sa vitesse par rapport au fond diffus cosmologique est de 5 081 ± 18 km/s, ce qui correspond à une distance de Hubble de 79,9 ± 5,3 Mpc (∼261 millions d'al).
À ce jour, neuf mesures non basées sur le décalage vers le rouge (redshift) donnent une distance de 77,367 ± 11,501 Mpc (∼252 millions d'al), ce qui est à l'intérieur des valeurs de la distance de Hubble.
Selon la base de données Simbad, NGC 809 est une galaxie LINER, c'est-à-dire une galaxie dont le noyau présente un spectre d'émission caractérisé par de larges raies d'atomes faiblement ionisés.

## Supernova
La supernova SN 2006ef a été découverte dans NGC 809 le 18 août 2006 par N. Joubert et W. Li dans le cadre du programme LOSS (Lick Observatory Supernova Search) de l'observatoire Lick. Cette supernova était de type Ia.